# Pleuronectiformes

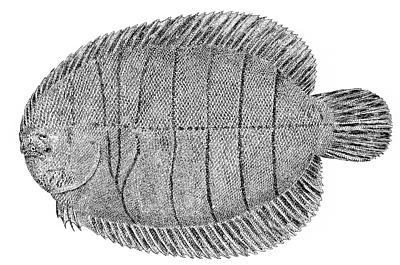
Trinectes maculatus

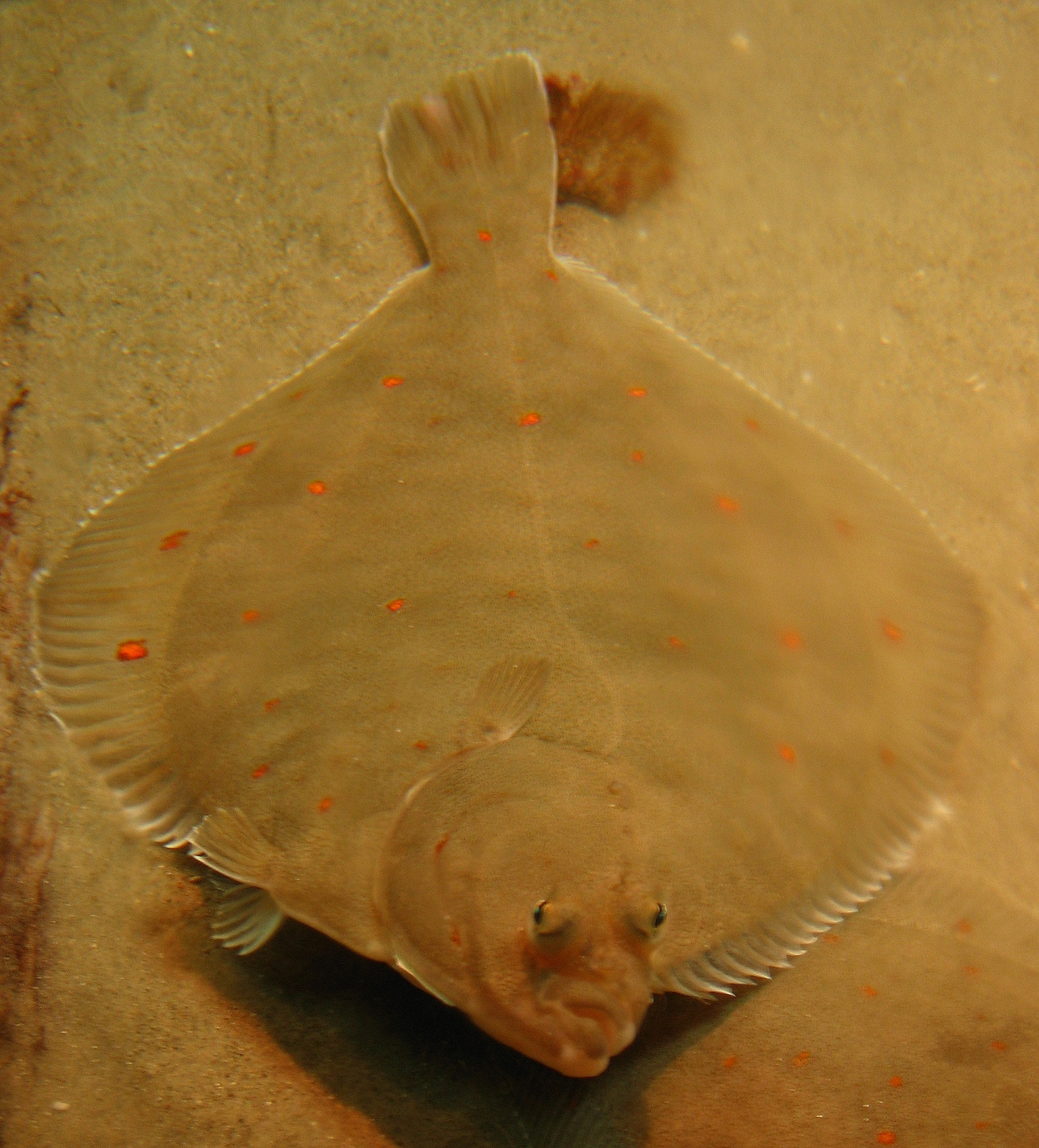
Palaia anglesa (Pleuronectes platessa)

Els pleuronectiformes constitueixen un ordre de peixos osteïctis, generalment marins, i plans. Es classifiquen en 7 famílies, 120 gèneres i més de 500 espècies (35 de les quals són pròpies de la Mediterrània), les més importants de les quals són les dels pleuronèctids, la dels soleids i la dels bòtids.

## Morfologia
- Tenen el cos molt aplanat, de forma oval i asimètric amb els ulls a la banda pigmentada i molt propers l'un de l'altre a la cara ocular. L'altra cara, la que reposa sobre el fons, s'anomena cara cega i no té pigments.
- La majoria dels òrgans també són asimètrics: la boca és esbiaixada, la part davantera del crani és deformada, etc.
- Aletes dorsal i caudal molt desenvolupades, puix que comprenen gairebé totes dues vores del cos.
- No tenen bufeta natatòria.
- Presenten colors mimètics amb l'entorn.[4]

## Reproducció
Els ous són pelàgics i les larves, simètriques, neden normalment i pateixen un complex procés de metamorfosi abans d'arribar al fons.

## Alimentació
Són carnívors.

## Hàbitat
Són bentònics en estat adult i habiten als fons sorrencs, on descansen sobre la banda despigmentada del cos.

## Costums
Es poden enterrar a la sorra i neden mitjançant ondulacions del cos i les aletes.